# ピェール・ルイ・ジューイ
ピェール・ルイ・ジューイ（Pierre Louis Jouy、1856年2月8日 - 1894年3月22日）は、アメリカ合衆国の鳥獣標本採集家。

## 経歴
1856年、アメリカ合衆国ニューヨーク生まれ。国立自然史博物館の標本採集のために日本と中国に派遣された。その後、ピェールは韓国に渡って数年を過ごした後、健康状態が悪化して帰国してアリゾナ州南部に移住したが、1894年に死去した。日本固有種で絶滅鳥類であるリュウキュウカラスバトの学名Columba jouyi(Stejneger, 1887) は、命名者であるレオナード・ヘス・ステイネガー(Leonhard Hess Stejneger)が友人のジューイに献名したものである。トウホクノウサギのホロタイプ標本（完模式標本）やニホンカワウソなど日本産鳥獣を採集した。